# Edgar Lederer
Pour les articles homonymes, voir Lederer.
Edgar Lederer, né le 5 juin 1908 à Vienne en Autriche et mort le 19 octobre 1988 à Sceaux, est un biochimiste français d'origine autrichienne.

## Biographie
Il fait ses études à Vienne, alors capitale de l’Empire austro-hongrois et y fut reçu docteur en 1930. Il travailla ensuite à Heidelberg, où il rencontra celle qui devint sa femme, Hélène Fréchet (1909-2001), puis à Paris et Leningrad. En 1938, il acquiert la nationalité française.
Au début de la Seconde Guerre mondiale, il refusa l'exil proposé par Louis Rapkine et la Fondation Rockefeller. Il se cache à Lyon.
Il meurt en octobre 1988, au retour d’une tournée de conférences en Russie.

## Œuvre
De retour à Paris après-guerre, il est nommé maître, puis directeur de recherche au CNRS. En 1958, il devient professeur de biochimie à la Sorbonne et rejoint en 1963 la faculté d’Orsay, où il enseigne jusqu’à sa retraite en 1978. Simultanément, il dirige à partir de 1960 l’Institut de chimie des substances naturelles à Gif-sur-Yvette. 
En 1974, il a reçu la médaille d'or du CNRS et en 1982, il est élu membre de l’Académie des sciences. Il était aussi membre de huit académies étrangères. 
Intéressé par les substances naturelles, Edgar Lederer introduit dès 1931 la chromatographie comme instrument d’analyse, ce qui lui permet d’isoler bon nombre de substances et de déterminer leur structure chimique et leur activité biologique. Il a étudié la chimie des parfums, la manière dont les êtres vivants synthétisent un certain nombre de produits naturels. Mais ses travaux ont surtout porté sur diverses bactéries, principalement le bacille tuberculeux. Il isole dans les parois bactériennes diverses molécules dont certaines jouent un rôle important dans la défense immunitaire.

## Hommage
Depuis 2018, un bâtiment de l'université Claude-Bernard-Lyon-I porte son nom sur le campus de la Doua à Villeurbanne.

## Source
- Edgar Lederer, Itinéraire d'un biochimiste français, éditions Publibook, 2007,  (ISBN 978-2-7483-3912-3)
- Entretien avec Edgar Lederer (mars 1986) sur le site HISTCNRS